# Gocha Khojava
Gocha Khojava est un footballeur international géorgien né le 16 mars 1985. Il évolue au poste de milieu de terrain.
Il a joué 4 matchs en Coupe de l'UEFA.

## Carrière
- 2002-2003 : Merani Tbilissi
- 2003-2004 : Dinamo Tbilissi  Géorgie
- 2004-2005 : Anorthosis Famagouste  Chypre
- 2005-déc. 2006 : FK Rostov  Russie
  - jan. 2006-2006 : Stal Alchevsk  Ukraine (prêt)
  - 2006-déc. 2006 : Olimpi Rustavi  Géorgie (prêt)
- jan. 2007-déc. 2010 : Anji Makhatchkala  Russie
  - 2010-déc. 2010 : Volga Nijni Novgorod  Russie (prêt)
- jan. 2011-jan. 2012 : Volga Nijni Novgorod  Russie
- jan. 2012-déc. 2012 : Dila Gori  Géorgie
- jan. 2013-2013 : SKA-Energiya Khabarovsk  Russie
- 2013-fév. 2014 : Alania Vladikavkaz  Russie
- mars 2014-2014 : Dila Gori  Géorgie
- 2014-août 2014 : AEK Larnaca  Chypre
- sep. 2014-2015 : FK Sakhaline Ioujno-Sakhalinsk  Russie
- 2015-août 2015 : Shukura Kobuleti  Géorgie
- août 2015-déc. 2015 : SKA-Energiya Khabarovsk  Russie
- mars 2017-2017 :  FC Rustavi Metallurgist  Géorgie
- depuis 2017 : FC Zougdidi  Géorgie

## Palmarès
- Champion de Chypre en 2005 avec l'Anorthosis Famagouste.
- Champion de Géorgie en 2007 avec l'Olimpi Rustavi.
- Champion de Russie de D2 en 2009 avec l'Anji Makhatchkala.
- Une sélection en 2010 avec l'équipe de Géorgie.